# Démographie historique
La démographie historique est une discipline historique qui étudie les comportements et les structures des populations du passé. La démographie historique antique a connu depuis les années 1980 un développement important.

## Les débuts de la démographie historique
L'un des premiers travaux de démographie historique a été publié en 1886 par Karl Julius Beloch ; il concerne l'évaluation de la taille de la population italienne à la fin de la République romaine.
En France, la discipline a pris son essor avec l'œuvre de Louis Henry, qui cherchait à expliquer les problèmes de fécondité au XXe siècle. Il prit rapidement conscience qu'il lui fallait prendre du recul pour étudier son objet ; la démographie historique était née. Attention à ne pas confondre la démographie historique avec l'histoire des populations, autre branche de l'histoire déjà défrichée par l'École des Annales. La distinction entre ces deux chapelles est d'autant plus délicate qu'un sulfureux débat eut lieu dans les années 1950 à ce propos. Ainsi, l'historien Pierre Goubert contesta à Louis Henry la paternité de la discipline. Les études systématiques d'Henry tenaient, il est vrai, plus de travaux de généalogistes que d'historiens. Henry réplique à Goubert en 1956 en publiant avec Michel Fleury un petit livre bleu intitulé Des registres paroissiaux à l'histoire de la population. Manuel de dépouillement et d'exploitation de l'état civil ancien. Cet ouvrage clé reprend notamment des études similaires menées en Allemagne et en Suède. De 1958 à 1960, trois évènements majeurs sont à signaler : la publication de la première monographie paroissiale (par Gautier et Henry), le lancement de la grande enquête nationale « pour connaître la population de la France depuis Louis XIV » (par Fleury et Henry) et la publication de l'ouvrage de Pierre Goubert : Beauvais et le Beauvaisis de 1600 à 1730. La discipline de la démographie historique est née.
Si les historiens français jouent « un rôle éminent parfois même dominant », pour reprendre ici les mots de Jean-Pierre Poussou, l'Angleterre et le Canada mettent rapidement en place des études de premier plan. Citons l'étude entreprise à l'Université de Montréal sous la direction de Hubert Charbonneau et Jacques Légaré sur la population du Canada du XVIIe siècle et du XVIIIe siècle et maintenant dans les mains de Bertrand Desjardins.

## Le champ d'étude de la démographie historique
Si la démographie appartient de plein droit à la géographie, la démographie historique est, à la base, le fait et la chose des historiens. Pierre Goubert, déjà cité, Jacques Dupâquier, Pierre Chaunu, Philippe Ariès ou Hervé Le Bras, pour ne citer qu'eux, sont d'éminents historiens qui ont révolutionné nos connaissances sur la démographie du passé. Cette discipline possède sa revue référence, les Annales de la démographie historique (fondée en 1964), et sa société de démographie historique fondée par Marcel Reinhard, puis présidée par Pierre Goubert et Jacques Dupâquier. L'œuvre référence de cette école française furent les quatre volumes édités sous la direction de Jacques Dupâquier : Histoire de la population française, qui rassemble un demi-siècle de travaux. En s'appuyant sur ces travaux de base et sur leur méthodologie, géographes, sociologues et même juristes s'intéressent aujourd'hui de près à la démographie historique. Le laboratoire de démographie historique (LDH) du CNRS fondé en 1972 est un parfait exemple de cette interdisciplinarité.
Évolution de la population, avec ses crises et ses mouvements, mais aussi études plus ciblées sur les maladies et les soins, les pratiques sexuelles, ou sur les héritages, par exemple, figurent au programme de la démographie historique. Cet éclatement si typique de l'histoire actuelle, explique en grande partie le caractère interdisciplinaire de la démographie historique.
On peut ainsi déduire de l'étude démographique d'une population un certain nombre d'informations, en couplant les données démographiques avec les autres connaissances historiques.

### Exemple d'utilisation de la démographie historique

Courbe d'évolution de la population mondiale de -10000 à nos jours.

Par exemple, pour la population du village du Plessis-Feu-Aussoux, petit village de Seine-et-Marne, une étude de la population sous l'Ancien Régime et le XIXe siècle, effectuée grâce à la bonne conservation des registres paroissiaux, permet de bien connaître le mode de vie des habitants de ce village. L'étude couvre la période de 1668 à 1892.
La mortalité a été étudiée sur 3 périodes pendant lesquelles les registres sont bien tenus.
- 1668-1689 Enfants de 0 à 1 an : 350‰. Enfants n'atteignant pas l'âge de 15 ans : 550 pour mille soit plus d'un enfant sur deux.
- 1720-1749 De 0 à 1 an : 458 pour mille. Moins de 15 ans : 462‰.
- 1762-1792 De 0 à 1 an : 260 pour mille. Moins de 15 ans : 434‰.

Cette mortalité est très élevée par rapport à la population : 140 habitants en 1709 et 150 en 1789.
Avant 1750, les moyennes nationales étaient respectivement de 271 et 500 pour mille avec des disparités régionales.
- 1803-1832 Enfants de 0 à 1 an : 241‰.
- 1833-1862 Enfants de 0 à 1 an : 212‰.
- 1863-1892  Enfants de 0 à 1 an : 283‰.

Pour les enfants qui n'atteindront pas 15 ans les taux sont catastrophiques. Pour la période allant de 1803 à 1892, le taux moyen est de 370‰. Le taux le plus élevé est celui de 1803 à 1812 : 614‰.
De 150 habitants en 1789, la population passe à 238 en 1891. Elle baissera ensuite rapidement.
Ces données permettent par exemple de démontrer que la mortalité infantile y est plus importante que la moyenne nationale.
L'historien se penche ensuite plus finement sur les registres, afin de chercher des causes de cette surmortalité. Il cherche ses réponses à la fois dans les connaissances historiques (histoire sociale, de l'hygiène, etc.) sur le village et son environnement :
On sait ainsi que dans les villages, les conditions d'hygiène sont plus mauvaises que dans les agglomérations ayant une certaine importance. Les humains vivent sous le même toit que les animaux, le fumier est stocké près des puits et l'eau est contaminée provoquant des entérocolites. Les femmes, à peine accouchées, doivent reprendre le travail à la ferme et ont ainsi peu de temps pour s'occuper de leur progéniture. La femme accouche chez elle dans la salle commune, bien souvent pièce unique, entourée par les voisines avec au premier rang la matrone qui fait office de sage-femme. Elle est élue par les femmes de la paroisse.
En 1663, Bossuet, en visite dans une paroisse voisine du Plessis-Feu-Aussoux, ordonne que les femmes s'assembleront pour élire l'une d'entre elles pour faire fonction de matrone, laquelle sera reçue et approuvée selon la forme présente dans le rituel du diocèse et devra prêter serment sur l'Évangile. À cette époque, l'impératif essentiel est le baptême qui passe avant le souci de la vie de la mère ou de l'enfant. Le clergé insiste pour que le nouveau-né soit baptisé rapidement. L'Église autorise « en cas de péril de mort » lors de l'accouchement la matrone à verser un peu d'eau sur le corps tout en prononçant les paroles sacramentelles procédant ainsi à l'ondoiement.
On peut ajouter les malformations congénitales, beaucoup de mariages étant consanguins, les habitants vivant dans le cercle restreint du village.
Il n'y a pas de médecin, ni de sage-femme dans le village, ces personnes étant domiciliées à environ 3 kilomètres.
Mais ces données ne suffisent pas à expliquer la surmortalité. C'est ainsi que la place des enfants placés en nourrice à la campagne est étudiée : l'allaitement par la mère est la règle dans les campagnes, c'est-à-dire la majorité des familles au XVIe siècle. En ville, la pratique de la mise en nourrice du nouveau-né, encore limitée aux XVIe et XVIIe siècles à la noblesse et à la bourgeoisie, se généralise au siècle suivant. Dans les familles aisées, l'entretien d'une nourrice à domicile ne pose pas de problème. Les familles populaires sont contraintes d'envoyer leur nouveau-né là où les nourrices sont moins chères mais aussi moins sûres et moins surveillées.
Deux ou trois jours après la naissance, le nouveau-né est emmené au lieu de résidence de la nourrice. Il n'est pas rare qu'il décède au cours du transport : trajet très long, chemins de communication en très mauvais état, moyens de locomotion inconfortables.
Le pauvre nouveau-né va vivre « à la campagne ». Il aura peut-être un air plus sain qu'à la ville mais dans des conditions d'hygiène déplorables.
 De 1758 à 1789, on note 7 décès d'enfants dont les parents ne sont pas domiciliés dans le village. 5 habitent Paris les deux autres étant de villages voisins. Une seule profession est indiquée : un chirurgien qui habite dans un village voisin.
De 1823 à 1892 le nombre de décès d'enfants en nourrice est de 69 sur un total de 216 naissances d'enfants du village soit 32%.
Dans les attestations des médecins tous les enfants en bas âge mouraient de bronchite aiguë, d'entérocolite, du croup.
Les trois épidémies de choléra en 1832, 1849 et 1853-1854 sont aussi responsables de nombreux décès.
Ce n'est qu'en 1874 que sera votée la loi Théophile Rousset qui introduit le contrôle régulier des nourrices.
Tous les parents des enfants décédés habitent Paris. Les professions sont indiquées sur les registres d'état civil : doreur sur métaux, commis de bureau, blanchisseuse, maçon, fumiste, typographe, lingère (enfant naturel), cantonnier,..
Le chemin de fer va modifier l'accès au village favorisant la venue des parents venant de Paris. Partant de la gare de l'Est, la ligne desservant Coulommiers est achevée en 1863 mais dès 1861, elle dessert  environ 2 heures et demie Marles-en-Brie d'où un service de transport hippomobile amène les voyageurs à Plessis-Feu-Aussoux situé à une quinzaine de kilomètres. La création en 1850 de la route reliant Provins à Lagny-sur-Marne facilite la venue du médecin qui loge à 3 kilomètres.
Ainsi, la démographie historique permet de compléter l'histoire locale. Menée à grande échelle, elle aide à la connaissance de la vie quotidienne de la population étudiée. L'étude faite sur la mortalité infantile montre ce qu'il en est des conditions de vie des enfants, mais on étudie également souvent les mariages, afin de déterminer le degré d'endogamie et celui d'homogamie dans les paroisses. Cette étude se fait grâce aux mentions de la provenance des époux lors d'un mariage. L'impact des conflits et de la conscription sur la population d'un village, mais également ses relations avec son entourage, sont encore des domaines qui sont enrichis par la démographie historique.